# Micromys chalceus
Espèce
Micromys chalceus est une espèce éteinte de rongeurs myomorphes de la famille des Muridae.

## Distribution et époque
Ce proche parent du rat des moissons actuel (Micromys minutus) a été découvert en Mongolie-Intérieure, en Chine. Il vivait à l'époque du Miocène.

## Taxinomie
Cette espèce a été décrite pour la première fois en 1987 par le paléontologue allemand Gerhard Storch (né en 1939).

## Protologue
- (en) Gerhard Storch, « The Neogene mammalian faunas of Ertemte and Harr Obo in Inner Mongolia (Nei Mongol), China. 7. Muridae (Rodentia) », Senckenbergiana lethaea, vol. 67, nos 5-6,‎ 1987, p. 401-431.